# Cocktail Games
Cocktail Games est la marque de jeux de société de la société Interlude, dont l'activité d'éditeur de jeux de société a progressivement remplacé celle d'organisateur d'animations ludiques.

La société Interlude a été fondée en 2001 et est dirigée par Matthieu d'Epenoux.

Elle est implantée à Versailles (Yvelines).

## Ligne éditoriale
L'éditeur est largement spécialisé dans les jeux d'ambiance.
Depuis sa création, Cocktail Games a pour marque de fabrique d'éditer des jeux accessibles et originaux qui allient simplicité et amusement. 
La gamme d'origine "jeu de poche" (des petites boites en métal qui tiennent dans la poche) a longtemps fait partie des rayons des boutiques de jeux avec d'autres formats complétant la collection de jeux (une gamme "grande boite métal", des boîtes métal "moyennes", des jeux éducatifs et même en 2012 un jeu sous forme de poster en tube). Depuis 2023, tous les jeux sont en boites traditionnelles, en carton, et les petits formats sont fabriqués en France.
Les jeux Cocktail Games sont distribués en France par Asmodee.

## Récompenses et nominations
- 2003 : Unanimo, Nommé à l'As d'or Jeu de l'année
- 2007 : Vitrail, Nommé à l'As d'or Jeu de l'année
- 2008 : Kiproko, Nommé à l'As d'or Jeu de l'année
- 2009 : Kaleïdos, Nommé à l'As d'or Jeu de l'année
- 2013 : Hanabi, Spiel des Jahres[2]
- 2015 : Perlin Pinpin, Nommé à l'As d'or Jeu de l'année Enfant
- 2017 : Imagine, Nommé à l'As d'or Jeu de l'année
- 2018 : Twin it !, Nommé à l'As d'or Jeu de l'année
- 2018 : Twin it !, Prix du public du jeu de Saint-Herblain - Double 6
- 2021 : Top Ten, Nommé à l'As d'or Jeu de l'année
- 2021 : Top Ten, Prix du public du jeu de Saint-Herblain - Double 6
- 2022 : Happy City, Nommé à l'As d'or Jeu de l'année
- 2022 : Top Ten, Nommé au Spiel des Jahres 2022[3]
- 2024 : Trio, As d'or Jeu de l'année 2024[4]
- 2025 : Bomb Busters, Spiel des Jahres 2025[5]